# Сабіно Арана

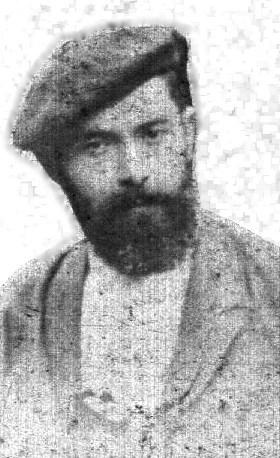
Сабін Арана

Сабі́н Ара́на Ґої́рі (баск. Sabin Polikarpo Arana Goiri; або, як він писав, Arana ta Goiri'taŕ Sabin) 26 січня 1865, Абандо— 25 листопада 1903, Сукаррієта)— баскський письменник. Засновник Баскської націоналістичної партії, батько баскського націоналізму.
Його звинуватили в державній зраді за спробу надіслати телеграму президенту Теодору Рузвельту, в якій він похвалив США за допомогу Кубі в здобутті незалежності від Іспанії. Помер у 38-річному віці через Аддісонову хворобу, на яку занедужав у в'язниці. Під кінець життя відійшов від ідеології націоналізму.

## Життєпис
Народився у невеликому поселенні Абандо в передмісті Більбао. Його батько був знатним судновласником Сантьяґо де Арана і Ансотеґі. Сабін був наймолодшим у родині, шостою дитиною. Решта дітей, у порядку віку, були Лузіла (1845-1893), Франціска (1847-1922), Йоан (1851-1882), Пауліна (1859-1921) і Луїс (1862-1951).  Сабін підтримував тісні стосунки зі своїм старшим братом Луїсом протягом усього життя.
Сабін народився в будинку своїх батьків в Абандо; однак ця будівля була знесена франкістами, сьогодні на тому ж місці знаходиться будинок-музей.
Батько Сабіно був палким прихильником карлізму та одним з головних спонсорів військових формувань традиціоналістів під час Другої карлістської війни (1872—1876). Розгром карлістів обернувся для нього не лише фінансовою катастрофою, але й став психологічним та емоційним ударом, якого він так і не зміг перенести. З 1876 року він упав у глибоку депресію, що межувала з психозом, і 1883 року помер.
1876 року 11-річний Сабін вступив до єзуїтського колегіуму-інтернату в Урдуньї, де провів 5 років свого життя. Сабін мав слабке здоров'я і коли 1881 року він захворів туберкульозом, це мало не коштувало йому життя.
Після смерті батька 1883 року родина Арани переїхала до Барселони, аби Сабіно зміг здобути університетську освіту в м'якому середземному кліматі.